# Heleophrynidae
Heleophrynidae är en familj av stjärtlösa groddjur som förekommer med hittills sex kända arter i södra Afrika. Länge ansågs familjen vara monotypisk med det enda släktet Heleophryne. 2008 flyttades däremot en art till det egna släktet Hadromophryne.

## Beskrivning
Dessa groddjur har en brun- till grönaktig grundfärg och många mörka fläckar. De kännetecknas av trekantiga skivor vid varje tå och av stora ögon med lodräta pupiller. Dessutom har grodynglens käke en annan konstruktion än hos andra groddjur. Larverna utvecklas långsamt på grund av att de lever i kalla vattendrag i bergstrakter.
Arterna av släktet Heleophryne är cirka 30 till 65 mm långa.

## Ekologi
Familjens arter lever vid snabb flytande vattendrag och sitter där på stenar och klippor eller gömmer sig under stenar. Honor lägger 100 till 200 ägg per tillfälle som fästs vid en klippa under vattenytan. Grodynglen behöver ungefär två år för sin metamorfos.

## Systematik
Familjen utgörs av följande arter och släkten.
- Heleophryne (Sclater, 1898)
  - Heleophryne hewitti hittas i bergstrakterna nordväst om Port Elizabeth, den listas av IUCN som starkt hotad (EN).
  - Heleophryne orientalis lever norr om staden Swellendam, den listas som livskraftig (LC).
  - Heleophryne purcelli förekommer öster om Kapstaden, är livskraftig.
  - Heleophryne regis hittas vid kuststaden Knysna, är livskraftig.
  - Heleophryne rosei finns på Taffelberget, den listas som akut hotad (CR).
- Hadromophryne (Van Dijk, 2008)
  - Hadromophryne natalensis förekommer i östra Sydafrika, Lesotho och Swaziland, den är livskraftig.